# Kathrin Klaas
Kathrin Klaas (Haiger, 6 febbraio 1984) è una martellista tedesca.

## Palmarès
| Anno | Manifestazione   | Sede           | Evento              | Risultato | Misura  | Note                                     |
| ---- | ---------------- | -------------- | ------------------- | --------- | ------- | ---------------------------------------- |
| 2003 | Europei juniores | Tampere        | Lancio del martello | 8ª        | 58,94 m |                                          |
| 2005 | Europei under 23 | Erfurt         | Lancio del martello | 4ª        | 66,50 m |                                          |
| 2005 | Mondiali         | Helsinki       | Lancio del martello | nm        | nm      |                                          |
| 2006 | Europei          | Göteborg       | Lancio del martello | 6ª        | 70,59 m |                                          |
| 2007 | Mondiali         | Osaka          | Lancio del martello | 27ª (q)   | 64,00 m |                                          |
| 2008 | Giochi olimpici  | Pechino        | Lancio del martello | 24ª       | 67,54 m |                                          |
| 2009 | Universiadi      | Belgrado       | Lancio del martello | Bronzo    | 70,97 m |                                          |
| 2009 | Mondiali         | Berlino        | Lancio del martello | 4ª        | 74,23 m | Miglior prestazione personale            |
| 2010 | Europei          | Barcellona     | Lancio del martello | 15ª       | 65,82 m |                                          |
| 2011 | Mondiali         | Taegu          | Lancio del martello | 7ª        | 71,89 m |                                          |
| 2012 | Europei          | Helsinki       | Lancio del martello | 4ª        | 70,44 m |                                          |
| 2012 | Giochi olimpici  | Londra         | Lancio del martello | 4ª        | 76,05 m | Miglior prestazione personale            |
| 2013 | Mondiali         | Mosca          | Lancio del martello | 18ª (q)   | 68,34 m |                                          |
| 2014 | Europei          | Zurigo         | Lancio del martello | 4ª        | 72,89 m |                                          |
| 2015 | Mondiali         | Pechino        | Lancio del martello | 6ª        | 73,18 m | Miglior prestazione personale stagionale |
| 2016 | Europei          | Amsterdam      | Lancio del martello | 25ª (q)   | 64,39 m |                                          |
| 2016 | Giochi olimpici  | Rio de Janeiro | Lancio del martello | 18ª (q)   | 67,92 m |                                          |
| 2017 | Mondiali         | Londra         | Lancio del martello | 11ª       | 68,91 m |                                          |
| 2018 | Europei          | Berlino        | Lancio del martello | 7ª        | 71,50 m | Miglior prestazione personale stagionale |

## Altre competizioni internazionali
2017
- Campionati europei a squadre di atletica leggera ( Villeneuve-d'Ascq)